# Zeche Timmerbeil
Die Zeche Timmerbeil in Hohenstein ist ein ehemaliges Steinkohlenbergwerk. Das Bergwerk wurde ursprünglich nach dem Namen des Muters Zeche Timmerbeul genannt.

## Bergwerksgeschichte
Im Jahr 1729 wurde in dem Feld, in dem die spätere Zeche abbaute, bereits für eine kurze Zeit Abbau betrieben. Am 10. Januar des Jahres 1749 wurde die Mutung eingelegt. Am 28. Januar des Jahres 1823 wurde ein Längenfeld mit dem Namen Timmerbeil verliehen. Die Verleihung erfolgte für die Flöze Timmerbeil (Mausegatt) und Knappsack (Kreftenscheer). Im Juni des Jahres 1828 wurde das Bergwerk in Betrieb genommen. Es wurde mit dem Anlegen eines Stollens begonnen, das Stollenmundloch befand sich nördlich vom Kohlensiepen an der heutigen Wetterstraße. Im Jahr 1840 wurde ein neuer Stollen angelegt. Im Jahr 1842 wurde der Abbau des Flözes Kreftenscheer von der Zeche Knappsack übernommen. Im Jahr 1844 wurde ein tieferer Stollen am Hohenstein angelegt. Der Stollen wurde in den Flözen Kreftenscheer und Mausegatt aufgefahren. Im Jahr 1847 wurde im Siepental der obere Tagetrieb angesetzt. Dieser Tagetrieb wurde querschlägig aufgefahren, um die Flöze Geitling und Kreftenscheer aufzuschließen. Im Jahr 1849 erhielt das Bergwerk einen Bahnanschluss. Im Jahr 1851 wurden Untersuchungsarbeiten durchgeführt, diese Arbeiten dienten der Vorbereitung für einen späteren Tiefbau. Im 3. Quartal des Jahres 1853 wurde das Bergwerk stillgelegt. Am 20. September des Jahres 1856 konsolidierte die Zeche Timmerbeil mit den Zechen Knappsack und Theodora zur Zeche Timmerbeil Tiefbau. Zweck dieser Konsolidation war der gemeinsame Übergang zum Tiefbau.

## Förderung und Belegschaft
Die ersten Förder- und Belegschaftszahlen stammen aus dem Jahr 1830, es wurden 20.871 Scheffel Steinkohle gefördert. Die Belegschaftsstärke schwankte in diesem Jahr zwischen fünf bis zehn Bergleuten. Im Jahr 1835 wurden 14.896 Scheffel Steinkohle gefördert. Im Jahr 1838 lag die Förderung bei 2726 ½ preußischen Tonnen Steinkohle, die Belegschaftsstärke lag bei drei Beschäftigten. Im Jahr 1840 stieg die Förderung auf 3903 preußischen Tonnen Steinkohle. Im Jahr 1845 wurden mit 16 Beschäftigten 52.998 Scheffel Steinkohle gefördert. Im Jahr 1847 lag die Förderung bei 79.962 Scheffel Steinkohle, die Belegschaftsstärke lag bei 16 Beschäftigten. Im Jahr 1850 wurden 3529 Tonnen Steinkohle gefördert. Im Jahr darauf wurden 4175 Tonnen Steinkohle gefördert. Dies sind auch die letzten bekannten Zahlen des Bergwerks.